# 韋爾博韋齊 (穆羅瓦尼庫里利夫齊區)
48°43′32″N 27°25′57″E / 48.72556°N 27.43250°E
韋爾博韋齊（烏克蘭語：Вербовець），是烏克蘭的村落，位於該國西南部文尼察州，由莫希利夫-波季利斯基區負責管轄，始建於1439年，面積3.6平方公里，海拔高度149米，人口415，人口密度每平方公里173.29人。